# 전격전

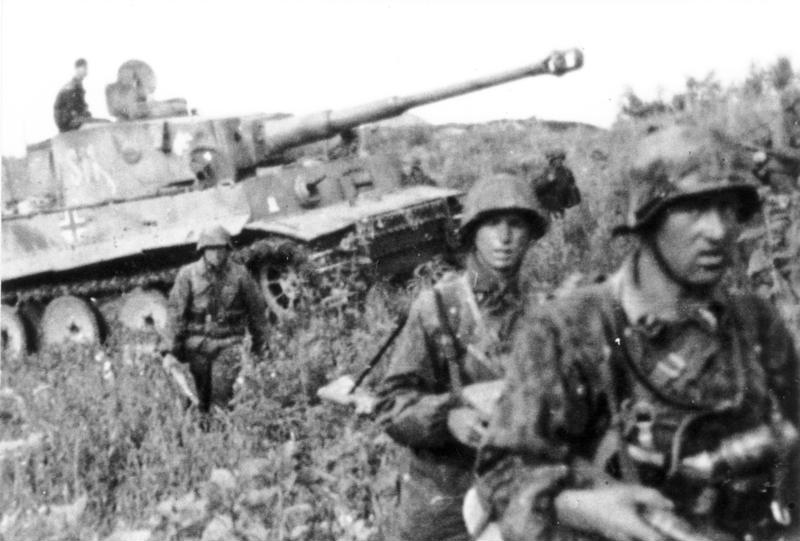

전격전(電撃戰, 독일어: Blitzkrieg 블리츠크리크[*])이란 제2차 세계 대전 당시 독일군이 전차, 기계화보병, 항공기, 공수부대를 이용, 기동성을 최대한 추구한 전술 교리로 널리 알려졌다. 이는 기동성 있는 선두집단에 전력을 순간적으로 집중시켜 적의 방어선을 뚫은 뒤 후방전력에 의해 이를 확고히 하는 과정으로 진행되었다. 요제프 괴벨스가 이끄는 독일의 선전부에서 폴란드 침공 이후 선동용으로 만든 용어로 유명하지만, 이는 잘못 알려진 것이다. 타임지가 9월 25일에 폴란드 전역과 관련한 기사에서 전격전이라는 말을 사용했고, 그보다 앞서 1935년 독일의 한 군사 시사지의 칼럼에도 전격전이라는 단어가 등장한다.

## 전격전 교리로 알려진 내용
제1차 세계 대전 말기에 도입된 전차는 적의 방어선을 관통할 수 있다는 점에서 과거의 중장기병에 비할 수 있는 무기체계라고 주장한 많은 전술이론가 중 잘 알려진 사람이 리델 하트이다. 그는 전차를 집단으로 운용함으로써 1차대전 당시의 종심방어를 관통해 돌파구를 만들었던 예를 통해, 견고한 적의 방어선을 '충격'을 통해 관통하고 그 돌파구를 확대할 수 있다고 주장했다. 여기에 전차와 기계화보병, 지상근접지원 항공기를 결부시켜 전격전 이론을 창안하였다고 알려진 사람이 하인츠 구데리안이다.
보통 알려진 전격전은 다음과 같다.
- 급강하 폭격기나 일반적인 폭격기로 적의 항공세력, 주요 거점을 폭격하여 적의 통신망 및 보급로를 차단한다.
- 공수부대를 전선 후방에 강하시켜 주요 통로를 확보한다
- 전선의 약간 후방에서 포병이 동원 가능한 화력을 집중한다
- 전차를 집중시킨 기갑사단으로 적 방어선을 돌파하여 공수부대와 연계한다.
- 선두 기갑부대가 계속 진격하는 동안, 일반 보병사단이 후방에 남겨진 적의 잔여 병력을 소탕하고 도시를 점령한다.

## 평가
그러나 전통적으로 독일군은 구 프로이센 시절부터 기동성과 화력에 바탕을 둔 빠르고 결정적인 공격행동에 중점을 둔 기동전의 준비를 착실히 지속해왔으며, 이를 통한 적 섬멸을 끊임없이 강조해왔다. 기계화부대들은 1차대전을 통해 새로운 기동성의 수단으로 밝혀졌고, 화력과 방어력, 그리고 기동력을 제공해주는 요소가 되었다. 결국, 독일군의 전격전은 새로운 수단을 이용한 빠른 기동과 이를 통한 전통적으로 프로이센군이 추구한 포위섬멸전의 다른 형태라고 볼 수 있다.
전체적으로 전격전은 독립된 어떤 교리가 있는 것이 아니라 전통적인 프로이센군의 기동전 및 포위섬멸, 그리고 제1차 세계 대전 중에 오스카르 폰 후티어 장군이 이탈리아 전선에서 고안한 후티어 전술에서 크게 벗어나지는 않았다. 다만, 기동의 주체를 보병과 기병에서 전차, 장갑차, 항공기를 추가하고 바꾼 것이다.
전격전의 초기 개념을 수행한 적이 있는 독일군은 아돌프 히틀러의 등장과 함께 이 전술을 불안해하면서도 받아들인다. 아직 전차 운용 전술이 확립되지 않았던 시대라 늘 보수적일 수밖에 없었던 것이다. (참고로, 기갑부대 운용 전술이 확립된 것은 제2차 세계 대전 기간 중이었다)
기동성을 중시한 독일군의 전술은 기계화전에 대비되지 않았던 폴란드군과 프랑스군을 제2차 세계 대전 초기(폴란드 전역, 서부 유럽전선 중 프랑스 전역)에 무참히 박살낼 수 있게 해 주었으나, 단순한 종심방어 대신 기동화된 예비부대를 운용하면서, 돌파한 선두집단의 역량이 소모되는 시기에 맞춰 역습하는 경우 보급선 두절로 인해 전략예비부대를 소모해버릴 위험성이 있다. 이는 2차대전 말기 독일군의 역습 실패(쿠르스크 전투, 발지 전투)에서 확인된다.

## 같이 보기
- 종심 작전 이론 - 전격전과 비교되는 소련의 전술교리다. 북한도 기본적으로 이 교리를 한반도 지형 및 상황에 맞게 발전시켰다.
- 2차 세계대전
- 독일군

## 참고 문헌
1. ↑  칼 하인츠 프리저, <전격전의 전설>, 2007, 일조각, 35쪽.